# Acampamento Intergaláctico
Acampamento Intergaláctico é um filme brasileiro de comédia e aventura dirigido por Fabrício Bittar e roteirizado por Jim Anotsu, Luiz dos Reis e Bittar. Estrelado por Ronaldo Sousa (Gato Galáctico), foi lançado no dia 22 de setembro de 2022.

## Premissa
Ronaldo é um garoto que ama o espaço e acredita que lá existem extraterrestres. O jovem guarda um meteorito que caiu ao seu lado ainda na infância e lhe fez confiar ainda mais na existência de vida fora do planeta Terra, mas todos duvidam; até que um dia, Ronaldo é convidado a fazer uma dupla com sua irmã caçula, Marina, para um concurso que selecionaria aspirantes a cientistas entre estudantes. A dupla acaba indo a um acampamento intergaláctico e percebe que Ronaldo talvez não estaria totalmente errado.

## Elenco
| Personagem | Ator             | Referência |
| ---------- | ---------------- | ---------- |
| Ronaldo    | Ronaldo Sousa    | [ 3 ]      |
| Marina     | Marianna Santos  | [ 3 ]      |
| Hélio      | Blota Filho      | [ 3 ]      |
| Etélio     | Blota Filho      | [ 3 ]      |
| Thiago     | Pedro Miranda    | [ 3 ]      |
| Nath       | Lili de Siqueira | [ 3 ]      |
| Tati       | Carol Tavares    | [ 3 ]      |
| Divas      | Cláudia Okuno    | [ 3 ]      |
| Divas      | Camila Tanaka    | [ 3 ]      |
| Flávia     | Tulanih Pereira  | [ 3 ]      |
| Arthur     | Lucas Salles     | [ 3 ]      |

## Produção
| “               | A ideia do filme sempre esteve na mira do canal, a gente sempre quis expandir a marca do Gato Galáctico. E ver isso finalmente acontecendo é surreal, é um marco gigantesco e eu só tenho a agradecer por todo mundo que fez parte disso. E pra gente estar no cinema, é porque o produto é de qualidade, isso é um fato, eu estou muito orgulhoso do valor que esse filme tem. | ” |
| — Ronaldo Sousa | |   |

O filme foi financiado pela Sofa Digital em parceria com a argentina Ledafilms, com produção da Clube Filmes e distribuição da Synapse, selo da Sofa Digital. As filmagens ocorreram em Brotas, interior do estado de São Paulo. Um trailer foi divulgado no dia 10 de novembro de 2021.

### Pré-estreia
Em 2022, ocorreu a pré-estreia do filme pelo estado de São Paulo.

## Recepção

### Avaliações
| Críticas profissionais | Críticas profissionais |
| Avaliações da crítica  | Avaliações da crítica  |
| Fonte                  | Avaliação              |
| ---------------------- | ---------------------- |
| GeekPop News           | 72%                    |
| Papo de Cinema         | [ 9 ]                  |
| Tangerina              | [ 10 ]                 |

### Resposta da crítica
Marcelo Müller, crítico do website Papo de Cinema, avaliou o filme de forma negativa, dando a ele uma nota de 1,5/5 estrelas. Declarou que: "Para uma produção claramente preocupada com os eventuais aprendizados de seu público-alvo, Acampamento Intergaláctico dá umas escorregadas feias enquanto desenvolve uma trama frouxa e repleta de conveniências [...] A história é tola, as amarras são fracas e nem mesmo a mensagem de colaboração é satisfatória. A comemorar o fato da produção brasileira para crianças. Mas, precisava ser tão voluntariamente grosseira?" Escrevendo para o Tangerina, Victor Cierro também deu uma nota de 1,5/5, dizendo: "Acampamento Intergaláctico usa uma fórmula clássica e não muito original para divertir a criançada. As piadas com pum, pegadinhas e muita comédia física dominam o lado besteirol do filme. Mas, dentro da proposta, a trama entrega uma hora e meia de diversão para os pequeninos." Em uma crítica mais positiva, avaliando-o em 72/100%, Mario Guedes, do Geek Pop News, disse que "esse não é um filme para agradar os mais velhos, tem apelo com um público muito específico", e finalizou dizendo: "Com a simplicidade necessária, Acampamento Intergaláctico conversa com o público criado pelo influenciador [Gato Galáctico]".